# Tignieu-Jameyzieu
Tignieu-Jameyzieu è un comune francese di 5 914 abitanti situato nel dipartimento dell'Isère della regione dell'Alvernia-Rodano-Alpi.

## Società

### Evoluzione demografica
Abitanti censiti